# Bettrather Straße 91 (Mönchengladbach)

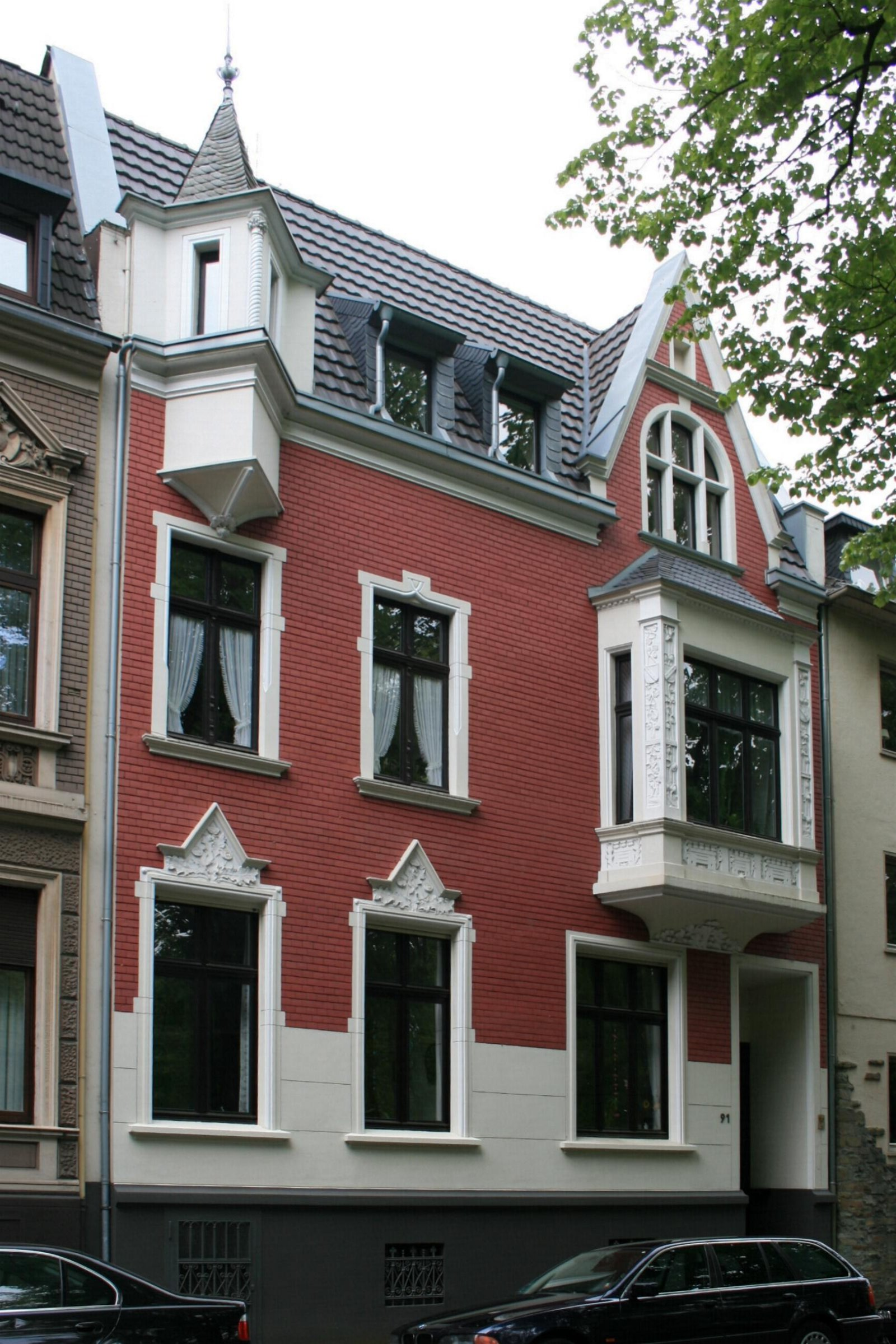
Wohnhaus (2010)

Das Wohnhaus Bettrather Straße 91 befindet sich in Mönchengladbach (Nordrhein-Westfalen).
Das Haus wurde 1903 erbaut. Es ist unter Nr. B 046 am 2. Juni 1987 in die Denkmalliste der Stadt Mönchengladbach eingetragen worden.

## Lage
Die Bettrather Straße liegt nördlich des alten Stadtkerns und verläuft von der Hermann–Piecq–Anlage über die Beethovenstraße am Bunten Garten entlang.

## Architektur
Das Haus Nr. 91 entstand kurz nach der Jahrhundertwende (etwa 1903). Das zweigeschossige traufständige Haus hat zwei Stockwerke und ein ausgebautes Dachgeschoss. Ein hoher Putzsockel mit Einfüllluke und zwei vergitterten Fenstern unterfängt die Fassade. Der Erker schließt mit einem halben Walmdach ab. Das Dach darüber öffnet sich in einem Spitzgiebel mit Rundbogenfenster und einem kleinen Rechteckfenster in der Spitze. Zwei Gauben leiten nach links zu einem weiteren Dreieckserker über, der mit einem schiefergedeckten Pyramidendachhalm mit Spitze schließt.